# José Carrasco Herrera
José Carrasco Herrera (Osuna, Sevilla, 1931) va ser un militant del Partit Socialista Unificat de Catalunya. En les primeres eleccions democràtiques es presentà a regidor en les llistes del PSUC i en va sortir elegit l'any 1979.
Treballador dels sectors de la construcció, del tèxtil, del vidre, dels transports, de la foneria i de les assegurances. A l'any 1955, arriba al barri de Pubilla Cases de L'Hospitalet.

## Militància
Va militar a Comissions Obreres (CCOO) i Partit Socialista Unificat de Catalunya (PSUC), a l'Associació de Veïns de Pubilla Cases, "Asociación Cultural y Recreativa Rumbo" i a l'Associació El Pont de la Llibertat de L'Hospitalet Antifranquista.
Entre el 1979-1983, fou Regidor de l'Ajuntament de L'Hospitalet.

## Fets més destacats
Es trasllada a treballar a una colònia fabril en els límits de Barcelona i Girona, i comparteix l'habitatge de l'empresa amb els sogres. Torna a L'Hospitalet el 1959 i començà a treballar a Frasquerías Pedret, empresa del sector del vidre, després a Transportes Oliveras i a Autos Florida. El 1962 es traslladà a l'empresa Samper, el 1963 connectà amb Comissions Obreres i el 1965, amb altres companys, creà una cèl·lula del PSUC amb quatre militants. El 1967 és acomiadat de l'empresa, i el 1968 trobà feina a Soberana, SA, empresa d'assegurances, on es jubilà l'any 1994.
Connectà amb els moviments veïnals de Pubilla Cases on en va ser fundador de l'associació de veïns i membre de la junta. Durant els anys 1975 a 1977 formà part de l'"Asociación Cultural y Recreativa Rumbo", embrió del que avui és el Grup d'Esplai Pubilla Casas. Va ser un referent del PSUC a Pubilla Cases i la Florida.
En les primeres eleccions democràtiques es presenta a regidor en les llistes del PSUC i en surt elegit. El 1981 va ser un dels fundadors de "Tertulia Flamenca de L'Hospitalet". Des de 1994, fou membre de l'Associació El Pont de la Llibertat de L'Hospitalet Antifranquista 

## Biografia
Forma part d'una família de vuit germans en què el pare treballava de comerciant de bestiar. A causa de l'extrema pobresa de la seva família no pot anar a l'escola, però de manera autodidacta aprèn a escriure i les principals operacions matemàtiques. Amb 11 anys s'ha de posar a treballar cuidant bestiar a San Roque (Cadis), fins que s'incorpora al servei militar.
El 1955 arriba a L'Hospitalet, on ja viu una de les seves germanes. Comença a treballar a la construcció, en una farga, i a poc a poc va arribant tota la seva família. Es casa a Pubilla Cases el gener de 1957.

## Veure més
- L'Hospitalet Antifranquista. Entrevista 22 d'octubre de 2008 publicada a YouTube pel Museu de L'Hospitalet. Data de publicació: 29 de nov. 2013